# 屠肆
屠肆是中国古代星官名，属三垣之中的天市垣，意为“屠畜市場”，屠肆星官共由二星组成，在现在通用的88星座中属于武仙座。

## 屠肆二星
- 屠肆一，武仙座109，视星等3.87
- 屠肆二，武仙座98，视星等4.98

## 屠肆增三星
清钦天监1752年编成《仪象考成》星表，屠肆增加了3颗肉眼可见的星。